# Athyrium sericellum
Athyrium sericellum är en majbräkenväxtart som beskrevs av Ren-Chang Ching. Athyrium sericellum ingår i släktet Athyrium och familjen Athyriaceae. Inga underarter finns listade.